# 益子町立益子中学校
益子町立益子中学校（ましこちょうりつ ましこちゅうがっこう）は、栃木県芳賀郡益子町益子にある公立中学校。略称は「益中」（ましちゅう）。

## 教育方針
- 教育目標
  - 自ら学ぶ生徒
  - 心豊かな生徒
  - たくましく生きる生徒
  - 郷土を愛する生徒

## 学校行事
主な学校行事は以下のようになっている。
- 4月 - 入学式、第一学期始業式、創立記念式典、生徒総会（創立記念式典と同じ日に開催される）
- 5月 - 中間テスト
- 6月 - 修学旅行（3年）、職場体験学習（2年）、宿泊学習（1年）、期末テスト
- 7月 - 第一学期終業式
- 9月 - 第二学期始業式、運動会
- 10月 - 中間テスト、聖ヶ丘祭
- 11月 - 期末テスト
- 12月 - 第二学期終業式
- 1月 - 第三学期始業式
- 2月 - 立志式、学年末テスト
- 3月 - 卒業式、修了式

※また年に3 - 4回実力テストが実施される。

## 部活動

### 運動部
- 柔道部（男・女）
- 弓道部（男・女）
- 卓球部（男・女）
- 軟式野球部（男）
- バレーボール部（女）
- サッカー部（男）
- ソフトテニス部（男・女）
- バドミントン部（女）

### 文化部
- 美術部（男・女）
- 吹奏楽部（男・女）

### 特設部
- 陸上部（駅伝部）
- 合唱部
- 水泳部

※ただし、生徒数が年々減少傾向にあるため2009年度以降から部の廃部・統合が予定されている。

## 通学区域
益子町立益子小学校、益子西小学校の学区全域に相当する。
- 益子町
  - 大字益子
  - 城内坂
  - 大字生田目
  - 大字上大羽
  - 大字下大羽
  - 大字塙

## 制服
- 男子　
  - 冬服は標準的な学生服上下である。
  - 夏服はカッターシャツ、スラックスである。
- 女子　
  - 冬服はブレザー、ブラウス、吊りスカートである。
  - 夏服はブラウス、吊りスカートである。

## 交通
- 真岡鐵道真岡線益子駅より約1.7km